# Panbari Himal
Der Panbari Himal ist ein 6905 m hoher Berg im Himalaya in Nepal.
Der Panbari Himal befindet sich im Peri Himal an der Distriktgrenze von Gorkha und Manang in der Verwaltungszone Gandaki, 2 km von der tibetischen Grenze entfernt. Der Manaslu liegt 20,2 km in Richtung Südsüdost.
Der Panbari Himal bildet die höchste Erhebung am westlichen Ende eines Bergrückens, der nördlich des Larkya La in West-Ost-Richtung verläuft. Nördlich des Bergrückens und an der Nordostflanke des Panbari Himal verläuft der Fukangletscher in östlicher Richtung. Der Thochegletscher strömt westlich des Panbari Himal in südlicher Richtung und trennt diesen vom Nemjung (7140 m).

## Besteigungsgeschichte
Der Panbari Himal wurde 2002 für ausländische Expeditionen freigegeben.
Die Erstbesteigung des Panbari Himal gelang im Jahr 2006 einer sechsköpfigen japanischen Expedition.
Am 29. September 2006 erreichten Yoshimi Kato, Gakuto Komiya, Sayaka Koyama, Kenro Nakajima und Yousuke Urabe den Gipfel. Die Aufstiegsroute führte über den Fukangletscher zur Passhöhe nördlich des Panbari Himal und von dort den Nordostgrat hinauf zum Gipfel.